# 아말라이트 AR-15
AR-15은 .223 레밍턴 탄을 사용하는 공냉식 돌격소총이다. 아말라이트 사의 유진 스토너가 개발하였으며, 7.62mm AR-10에 기반을 두고 있다. "AR-15"는 "Armalite rifle, design 15"를 의미한다.

## 역사
아말라이트 사는 1959년 AR-10과 AR-15에 관한 권리를 콜트 사에 넘긴다. 후에 AR-15는 미군에 M16 소총으로 채택된다. 콜트 사는 AR-15 상표를 민간용, 경찰용 반자동 버전에 계속적으로 사용하고 있다. 현재 판매되는 AR-15는 처음 아말라이트 사에서 개발한 AR-15와 많은 차이점을 가지고 있다.

## 같이 보기
- 콜트 AR-15